# Maslennikovo
Bolchoïe Maslennikovo (en russe : Большое Масленниково) est un village de l'oblast de Iaroslavl (Russie), située au nord de la Volga et à 270 kilomètres au nord-est de Moscou. Il se situe à 28 kilomètres de laroslav, capitale de l'oblast.

## Personnalités
Lieu de naissance de Valentina Terechkova, première femme à être allée dans l'espace et première femme cosmonaute. Elle y est née le 6 mars 1937. On y trouve un musée consacré à son vol historique. Sont exposés au public un module de descente, des combinaisons spatiales et une reconstitution de l’intérieur de la maison d’enfance de Valentina Terechkova.